# دوريس باين
دوريس باين (بالإنجليزية: Doris Payne)‏ هي مجرمة أمريكية، ولدت في 10 أكتوبر 1930 في سلاب فورك ‏ في الولايات المتحدة.